# Хосе Луис Родригез (фудбалер, 1998)
Хосе Луис Родригез Франсис (шп. José Luis Rodríguez Francis), познатији као Пума (шп. Puma; 19. јун 1998) панамски је фудбалер који игра на позицији десног крила. Тренутно наступа за Црвену звезду и репрезентацију Панаме.

## Каријера
Рођен је у Панама ситију, а фудбалску каријеру је започео у Чорилу 2015. године. Први и једини гол те сезоне дао је 2. априла 2016. године у победи од 3:2 против Алијансе, постигао је победнички гол за Чорило у 90. минуту. Године 2016. Родригез прелази у екипу белгијског клуба Гент на позајмицу са могућношћу откупа уговора. Дана 9. децембра 2016. године, Гент је потписао уговор са Родригезом до 2019. године.

## Репрезентација
Дебитовао је 2018. године за репрезентацију Панаме у пријатељском мечу против Северне Ирске. Био је уврштен у састав Панаме на Светском првенству у Русији 2018. године.